# داريوس فلمنج
داريوس فلمنج (بالإنجليزية: Darius Fleming)‏ هو لاعب كرة قدم أمريكية أمريكي، ولد في 19 يوليو 1989 في شيكاغو في الولايات المتحدة.

## وصلات خارجية
- داريوس فلمنج على موقع إي إس بي إن.كوم (أن.أف.أل)3
- داريوس فلمنج على موقع مرجع كرة القدم المحترفة.كوم (الإنجليزية)